# Maladies génétiques à prion
Les maladies génétiques à prion regroupent trois maladies considérées comme distinctes avant la découverte moléculaire de ces maladies : la maladie de Creutzfeldt-Jakob, le syndrome de Gerstmann-Sträussler-Scheinker et l'insomnie fatale familiale. Ces trois maladies sont en fait des maladies génétiques par mutation du gène PRNP situé sur le chromosome 20. La mise en évidence de la mutation est indispensable pour parler de maladies génétiques à prions.
La classification est néanmoins utile car elle permet de fournir des informations utiles sur l'évolution de sa maladie au malade et à sa famille.
Elles se manifestent par des troubles neurologiques (ataxie, athétose) et cognitives. L'ordre d'apparition et la prédominance des manifestations neurologiques ou psychiatriques est variable. Les premiers signes apparaissent entre 30 et 90 ans. La durée de la maladie va de quelques mois à plusieurs années mais rarement plus de 10 ans. Le décès survient généralement par infection.

## Le syndrome de Gerstmann-Straussler-Scheinker (SGSS)
C'est une forme particulière et rare d'encéphalopathie spongiforme transmissible (EST) humaine, cette maladie est la conséquence d'une mutation affectant la protéine prion (gène PRNP).
plusieurs mutations ont été décrites, dont :
- La mutation 102, la plus représentée parmi les mutations SGSS; forme ataxique.
- La mutation 117, caractérisée par une démence.

## L’insomnie fatale familiale
Cette maladie est particulière car la dégénérescence est localisée au niveau de la formation réticulée (structure mésencéphalique). Cette mutation reste donc particulière. Les symptômes sont différents car la formation réticulée touche le sommeil. Cette maladie est relativement rare et elle n'apparait en moyenne qu'après 50 ans. La personne a de plus en plus de mal à s’endormir jusqu’à une incapacité totale à trouver le repos, ce qui a une issue fatale. Cette pathologie évolue en quelques mois.

## La maladie de Creutzfeldt-Jakob génétique
C'est dans sa forme classique une maladie neurodégénérative qui apparaît à 60 ans. Elle évolue en quelques mois.
Chez une partie des personnes atteintes, la cause n’est pas connue mais pour d’autres, la cause est héréditaire.
Pour la cause héréditaire, la transmission est dominante. Les symptômes sont toujours les mêmes.

## Sources
- (en) Online Mendelian Inheritance in Man, OMIM (TM) Johns Hopkins University, Baltimore, MD. MIM Number: 123400
- (en) Online Mendelian Inheritance in Man, OMIM (TM) Johns Hopkins University, Baltimore, MD. MIM Number: 137440
- (en) Online Mendelian Inheritance in Man, OMIM (TM) Johns Hopkins University, Baltimore, MD. MIM Number: 600072
- (en) James A Mastrianni, Prion Diseases  Medical Genetics Information Resource (database online). Copyright, University of Washington, Seattle. 1997-2005.